# Élections législatives de 2022 dans la Meuse
Les élections législatives françaises de 2022 se déroulent les 12 et 19 juin 2022. Dans la Meuse, deux députés sont à élire dans le cadre de deux circonscriptions.

## Contexte

### Résultats de l'élection présidentielle de 2022 par circonscription
| Circonscription | 1er tour | 1er tour | 1er tour  |         | 2d tour | 2d tour |
| Circonscription | Macron   | Le Pen   | Mélenchon | Macron  | Le Pen  |         |
| --------------- | -------- | -------- | --------- | ------- | ------- | ------- |
| Circonscription |          |          |           |         |         |         |
| 1re             | 24,73 %  | 34,59 %  | 14,28%    | 44,56 % | 55,44 % |         |
| 2e              | 25,15 %  | 35,79 %  | 13,09 %   | 44,17 % | 55,83 % |         |

## Système électoral
Les élections législatives ont lieu au scrutin uninominal majoritaire à deux tours dans des circonscriptions uninominales.
Est élu au premier tour le candidat qui réunit la majorité absolue des suffrages exprimés et un nombre de voix au moins égal au quart (25 %) des électeurs inscrits dans la circonscription. Si aucun des candidats ne satisfait ces conditions, un second tour est organisé entre les candidats ayant réuni un nombre de voix au moins égal à un huitième des inscrits (12,5 %) ; les deux candidats arrivés en tête du premier tour se maintiennent néanmoins par défaut si un seul ou aucun d'entre eux n'a atteint ce seuil. Au second tour, le candidat arrivé en tête est déclaré élu.
Le seuil de qualification basé sur un pourcentage du total des inscrits et non des suffrages exprimés rend plus difficile l'accès au second tour lorsque l'abstention est élevée. Le système permet en revanche l'accès au second tour de plus de deux candidats si plusieurs d'entre eux franchissent le seuil de 12,5 % des inscrits. Les candidats en lice au second tour peuvent ainsi être trois, un cas de figure appelé « triangulaire ». Les second tours où s'affrontent quatre candidats, appelés « quadrangulaire » sont également possibles, mais beaucoup plus rares.

### Partis et nuances
Les résultats des élections sont publiés en France par le ministère de l'Intérieur, qui classe les partis en leur attribuant des nuances politiques. Ces dernières sont décidées par les préfets, qui les attribuent indifféremment de l'étiquette politique déclarée par les candidats, qui peut être celle d'un parti ou une candidature sans étiquette.
En 2022, seules les coalitions Ensemble (ENS) et Nouvelle Union populaire écologique et sociale (NUP), ainsi que le Parti radical de gauche (RDG), l'Union des démocrates et indépendants (UDI), Les Républicains (LR), le Rassemblement national (RN) et Reconquête (REC) se voient attribuer  une nuance propre,,.
Tous les autres partis se voient attribuer l'une ou l'autre des nuances suivantes : DXG (divers extrême gauche), DVG (divers gauche), ECO (écologiste), REG (régionaliste), DVC (divers centre), DVD (divers droite), DSV (droite souverainiste) et DXD (divers extrême droite). Des partis comme Debout la France ou Lutte ouvrière ne disposent ainsi pas de nuance propre, et leurs résultats nationaux ne sont pas publiés séparément par le ministère, car mélangés avec d'autres partis (respectivement dans les nuances DSV et DXG),.

## Résultats

### Élus
| Circonscription                                   | Député sortant   | Parti ou nuance | Parti ou nuance | Groupe | Député élu ou réélu | Parti ou nuance | Parti ou nuance | Groupe |
| ------------------------------------------------- | ---------------- | --------------- | --------------- | ------ | ------------------- | --------------- | --------------- | ------ |
| 1re                                               | Bertrand Pancher |                 | DVD             | LT     | Bertrand Pancher    |                 | DVD             | LIOT   |
| 2e                                                | Émilie Cariou*   |                 | LND             | NI     | Florence Goulet     |                 | RN              | RN     |
| * députée sortante ne se représentant pas en 2024 |                  |                 |                 |        |                     |                 |                 |        |

### Résultats à l'échelle du département

#### Résultats par coalition
| Parti ou coalition                                           | Parti ou coalition                                           | Parti ou coalition                     | Premier tour | Premier tour | Premier tour | Second tour   | Second tour   | Second tour | Total Sièges  | +/-           |  |
| Parti ou coalition                                           | Parti ou coalition                                           | Parti ou coalition                     | Voix         | %            | Sièges       | Voix          | %             | Sièges      | Total Sièges  | +/-           |  |
| ------------------------------------------------------------ | ------------------------------------------------------------ | -------------------------------------- | ------------ | ------------ | ------------ | ------------- | ------------- | ----------- | ------------- | ------------- |  |
|                                                              | Rassemblement national (RN)                                  | Rassemblement national (RN)            | 19 609       | 31,39        | 0            | 28 588        | 48,33         | 1           | 1             | 1             |  |
|                                                              |                                                              | Indépendant                            | 10 826       | 17,33        | 0            | 19 028        | 32,17         | 1           | 1             | en stagnation |  |
|                                                              | Les Républicains (LR)                                        | 3 588                                  | 5,74         | 0            |              |               |               | 0           | en stagnation |               |  |
| Total Union de la droite et du centre (UDC)                  | Total Union de la droite et du centre (UDC)                  | 14 414                                 | 23,07        | 0            | 19 028       | 32,17         | 1             | 1           | en stagnation |               |  |
|                                                              |                                                              | Parti socialiste (PS)                  | 6 272        | 10,04        | 0            |               |               |             | 0             | en stagnation |  |
|                                                              | Europe Écologie Les Verts (EELV)                             | 4 318                                  | 6,91         | 0            | 0            | en stagnation |               |             |               |               |  |
| Total Nouvelle Union populaire écologique et sociale (NUPES) | Total Nouvelle Union populaire écologique et sociale (NUPES) | 10 590                                 | 16,95        | 0            | 0            | en stagnation |               |             |               |               |  |
|                                                              |                                                              | Mouvement démocrate (MoDem)            | 5 101        | 8,17         | 0            | 11 534        | 19,50         | 0           | 0             | Nv            |  |
|                                                              | Horizons (H)                                                 | 4 797                                  | 7,68         | 0            |              |               |               | 0           | Nv            |               |  |
| Total Ensemble (ENS)                                         | Total Ensemble (ENS)                                         | 9 898                                  | 15,83        | 0            | 11 534       | 19,50         | 0             | 0           | 1             |               |  |
|                                                              | Reconquête (REC)                                             | Reconquête (REC)                       | 1 953        | 3,13         | 0            |               |               |             | 0             | Nv            |  |
|                                                              | Dissidents NUPES                                             | Dissidents NUPES                       | 1 822        | 2,92         | 0            | 0             | Nv            |             |               |               |  |
|                                                              | Parti animaliste (PA)                                        | Parti animaliste (PA)                  | 994          | 1,59         | 0            | 0             | en stagnation |             |               |               |  |
|                                                              |                                                              | Debout la France (DLF)                 | 439          | 0,70         | 0            | 0             | en stagnation |             |               |               |  |
|                                                              | Les Patriotes (LP)                                           | 353                                    | 0,57         | 0            | 0            | Nv            |               |             |               |               |  |
| Total Union pour la France (UPF)                             | Total Union pour la France (UPF)                             | 792                                    | 1,27         | 0            | 0            | en stagnation |               |             |               |               |  |
|                                                              |                                                              | Mouvement écologiste indépendant (MEI) | 778          | 1,25         | 0            | 0             | en stagnation |             |               |               |  |
| Total Tous unis pour le vivant (TUPV)                        | Total Tous unis pour le vivant (TUPV)                        | 778                                    | 1,25         | 0            | 0            | en stagnation |               |             |               |               |  |
|                                                              | Lutte ouvrière (LO)                                          | Lutte ouvrière (LO)                    | 701          | 1,12         | 0            | 0             | en stagnation |             |               |               |  |
|                                                              |                                                              | Parti lorrain (PL)                     | 187          | 0,30         | 0            | 0             | en stagnation |             |               |               |  |
| Total Pays unis (PU)                                         | Total Pays unis (PU)                                         | 187                                    | 0,30         | 0            | 0            | en stagnation |               |             |               |               |  |
|                                                              |                                                              | Liberté écologie fraternité (LEF)      | 72           | 0,12         | 0            | 0             | Nv            |             |               |               |  |
| Total Écologie au centre (ÉAC)                               | Total Écologie au centre (ÉAC)                               | 72                                     | 0,12         | 0            | 0            | Nv            |               |             |               |               |  |
|                                                              | Dissidents Ensemble                                          | Dissidents Ensemble                    | 1            | 0,00         | 0            | 0             | Nv            |             |               |               |  |
|                                                              | Sans étiquette (SE)                                          | Sans étiquette (SE)                    | 658          | 1,05         | 0            | 0             | Nv            |             |               |               |  |
|                                                              |                                                              |                                        |              |              |              |               |               |             |               |               |  |
| Suffrages exprimés                                           | Suffrages exprimés                                           | Suffrages exprimés                     | 62 469       | 97,73        |              | 59 150        | 93,62         |             |               |               |  |
| Votes blancs                                                 | Votes blancs                                                 | Votes blancs                           | 1 054        | 1,65         | 2 960        | 4,68          |               |             |               |               |  |
| Votes nuls                                                   | Votes nuls                                                   | Votes nuls                             | 397          | 0,62         | 1 073        | 1,70          |               |             |               |               |  |
| Total                                                        | Total                                                        | Total                                  | 63 920       | 100          | 0            | 63 183        | 100           | 2           | 2             | en stagnation |  |
| Abstentions                                                  | Abstentions                                                  | Abstentions                            | 71 240       | 52,71        |              | 71 976        | 53,25         |             |               |               |  |
| Inscrits/Participation                                       | Inscrits/Participation                                       | Inscrits/Participation                 | 135 160      | 47,29        | 135 159      | 46,75         |               |             |               |               |  |

#### Résultats par nuance
| Nuance                 | Nuance                                         | Nuance                 | Premier tour | Premier tour | Premier tour | Second tour | Second tour   | Second tour | Total Sièges | +/-           |
| Nuance                 | Nuance                                         | Nuance                 | Voix         | %            | Sièges       | Voix        | %             | Sièges      | Total Sièges | +/-           |
| ---------------------- | ---------------------------------------------- | ---------------------- | ------------ | ------------ | ------------ | ----------- | ------------- | ----------- | ------------ | ------------- |
|                        | Rassemblement national                         | RN                     | 19 609       | 31,39        | 0            | 28 588      | 48,33         | 1           | 1            | 1             |
|                        | Divers droite                                  | DVD                    | 10 826       | 17,33        | 0            | 19 028      | 32,17         | 1           | 1            | en stagnation |
|                        | Nouvelle Union populaire écologique et sociale | NUP                    | 10 590       | 16,95        | 0            |             |               |             | 0            | en stagnation |
|                        | Ensemble !                                     | ENS                    | 9 898        | 15,84        | 0            | 11 534      | 19,50         | 0           | 0            | 1             |
|                        | Les Républicains (LR)                          | LR                     | 3 588        | 5,74         | 0            |             |               |             | 0            | en stagnation |
|                        | Reconquête                                     | REC                    | 1 953        | 3,13         | 0            | 0           | Nv            |             |              |               |
|                        | Divers gauche                                  | DVG                    | 1 822        | 2,92         | 0            | 0           | Nv            |             |              |               |
|                        | Ecologistes                                    | ECO                    | 1 772        | 2,84         | 0            | 0           | en stagnation |             |              |               |
|                        | Droite souverainiste                           | DSV                    | 792          | 1,27         | 0            | 0           | en stagnation |             |              |               |
|                        | Divers extrême gauche                          | DXG                    | 701          | 1,12         | 0            | 0           | en stagnation |             |              |               |
|                        | Divers centre                                  | DVC                    | 659          | 1,05         | 0            | 0           | Nv            |             |              |               |
|                        | Régionaliste                                   | REG                    | 259          | 0,41         | 0            | 0           | en stagnation |             |              |               |
|                        |                                                |                        |              |              |              |             |               |             |              |               |
| Suffrages exprimés     | Suffrages exprimés                             | Suffrages exprimés     | 62 469       | 97,73        |              | 59 150      | 93,62         |             |              |               |
| Votes blancs           | Votes blancs                                   | Votes blancs           | 1 054        | 1,65         | 2 960        | 4,68        |               |             |              |               |
| Votes nuls             | Votes nuls                                     | Votes nuls             | 397          | 0,62         | 1 073        | 1,70        |               |             |              |               |
| Total                  | Total                                          | Total                  | 63 920       | 100          | 0            | 63 183      | 100           | 2           | 2            | en stagnation |
| Abstentions            | Abstentions                                    | Abstentions            | 71 240       | 52,71        |              | 71 976      | 53,25         |             |              |               |
| Inscrits/Participation | Inscrits/Participation                         | Inscrits/Participation | 135 160      | 47,29        | 135 159      | 46,75       |               |             |              |               |

### Cartes

Nuance politique des candidats arrivés en tête dans chaque commune au 1er tour.
Nuance politique des candidats arrivés en tête dans chaque commune au 2e tour.

### Résultats par circonscription

#### Première circonscription
Député sortant : Bertrand Pancher (Indépendant élu sous l'étiquette Union des démocrates et indépendants en 2017).
| Candidat                 | Candidat                 | Parti et coalition       | Nuance                   | Premier tour | Premier tour | Second tour | Second tour |
| Candidat                 | Candidat                 | Parti et coalition       | Nuance                   | Voix         | %            | Voix        | %           |
| ------------------------ | ------------------------ | ------------------------ | ------------------------ | ------------ | ------------ | ----------- | ----------- |
|                          | Brigitte Gaudineau       | RN                       | RN                       | 10 914       | 30,43        | 15 319      | 44,60       |
|                          | Bertrand Pancher         | SE (UDC)                 | DVD                      | 10 826       | 30,19        | 19 028      | 55,40       |
|                          | Olivier Guckert          | PS (NUPES)               | NUP                      | 6 272        | 17,49        |             |             |
|                          | Sandrine Raffner Kiefer  | H (ENS)                  | ENS                      | 4 797        | 13,38        |             |             |
|                          | Arnaud Chapon            | REC                      | REC                      | 1 277        | 3,56         |             |             |
|                          | Nathalie Thiébaut-Lamy   | PA                       | ECO                      | 626          | 1,75         |             |             |
|                          | Blaise Tymen             | LO                       | DXG                      | 454          | 1,27         |             |             |
|                          | Sylvie Mariage           | DLF (UPF)                | DSV                      | 439          | 1,22         |             |             |
|                          | Bruno Caillé             | PL (PU)                  | REG                      | 187          | 0,52         |             |             |
|                          | Malika Bensaïd           | LEF                      | REG                      | 72           | 0,20         |             |             |
|                          |                          |                          |                          |              |              |             |             |
| Votes valides            | Votes valides            | Votes valides            | Votes valides            | 35 864       | 97,71        | 34 347      | 94,43       |
| Votes blancs             | Votes blancs             | Votes blancs             | Votes blancs             | 601          | 1,64         | 1 480       | 4,07        |
| Votes nuls               | Votes nuls               | Votes nuls               | Votes nuls               | 241          | 0,66         | 544         | 1,50        |
| Total                    | Total                    | Total                    | Total                    | 36 706       | 100          | 36 371      | 100         |
| Abstention               | Abstention               | Abstention               | Abstention               | 38 934       | 51,45        | 39 269      | 51,92       |
| Inscrits / participation | Inscrits / participation | Inscrits / participation | Inscrits / participation | 75 640       | 48,55        | 75 640      | 48,08       |

#### Deuxième circonscription
Députée sortante : Émilie Cariou (Les Nouveaux Démocrates).
| Candidat                 | Candidat                 | Parti et coalition       | Nuance                   | Premier tour | Premier tour | Second tour | Second tour |
| Candidat                 | Candidat                 | Parti et coalition       | Nuance                   | Voix         | %            | Voix        | %           |
| ------------------------ | ------------------------ | ------------------------ | ------------------------ | ------------ | ------------ | ----------- | ----------- |
|                          | Florence Goulet          | RN                       | RN                       | 8 695        | 32,68        | 13 269      | 53,50       |
|                          | Anne Bois                | MoDem (ENS)              | ENS                      | 5 101        | 19,17        | 11 534      | 46,50       |
|                          | Johan Laflotte,          | EELV (NUPES)             | NUP                      | 4 318        | 16,23        |             |             |
|                          | Jean-Marie Addenet       | LR (UDC)                 | LR                       | 3 588        | 13,49        |             |             |
|                          | Pascal Haros             | PS diss.                 | DVG                      | 1 822        | 6,85         |             |             |
|                          | Yves Dhyvert             | MEI (TUPV)               | ECO                      | 778          | 2,92         |             |             |
|                          | Michel Menneson          | REC                      | REC                      | 676          | 2,54         |             |             |
|                          | Martin Gallic            | SE                       | DVC                      | 658          | 2,47         |             |             |
|                          | Michel Testi             | PA                       | ECO                      | 368          | 1,38         |             |             |
|                          | Nicolas Bedel            | LP (UPF)                 | DSV                      | 353          | 1,33         |             |             |
|                          | Pierre Nordemann         | LO                       | DXG                      | 247          | 0,93         |             |             |
|                          | Jean-Luc Duret           | LREM diss.               | DVC                      | 1            | 0,00         |             |             |
|                          |                          |                          |                          |              |              |             |             |
| Votes valides            | Votes valides            | Votes valides            | Votes valides            | 26 605       | 97,76        | 24 803      | 92,51       |
| Votes blancs             | Votes blancs             | Votes blancs             | Votes blancs             | 453          | 1,66         | 1 480       | 5,52        |
| Votes nuls               | Votes nuls               | Votes nuls               | Votes nuls               | 156          | 0,58         | 529         | 1,97        |
| Total                    | Total                    | Total                    | Total                    | 27 214       | 100          | 26 812      | 100         |
| Abstention               | Abstention               | Abstention               | Abstention               | 32 306       | 54,28        | 32 707      | 54,95       |
| Inscrits / participation | Inscrits / participation | Inscrits / participation | Inscrits / participation | 59 520       | 45,72        | 59 519      | 45,05       |